# カルタゴ (映画)
『カルタゴ』（原題：Cartagine in fiamme）は、1959年制作のイタリアの歴史映画（ソード&サンダル）。
古代都市国家カルタゴが第三次ポエニ戦争によって没落していくさまを描いたエミリオ・サルガーリ原作の小説『燃えるカルタゴ』の映画化。エンニオ・デ・コンチーニとドゥッチョ・テッサリが脚色し、カルミネ・ガローネが監督した。

## あらすじ
紀元前146年、アフリカ北部の都市国家カルタゴは第一次ポエニ戦争から約一世紀にわたったローマとの戦いが最終局面になっており、国内ではローマと戦うべきか、苛烈な要求に屈して和平を乞うべきか、連日激論が続けられていた。
そんな中、カルタゴの戦士イラムは商人一派が主張しているローマとの屈辱的な和平案に異を唱えたため、裏切り者として死刑判決を受け、ヴィチェンツァに亡命する。しかし彼は、かねてから恋仲だった元老院議長エルモンの娘オフィールに一目会うため、決死の覚悟でカルタゴに舞い戻る。
すると、カルタゴの神バール＝モロックの神殿で1人の女が生贄にされているのを見つけ、彼女を救う。彼女は、戦場で負傷した自分を救ってくれたローマ人のフルヴィアだった。イラムは部下のアスタリトをオフィールのもとへ使いに出すが、ライバル的存在の冷血漢フェーゴルにかぎ付けられて追われる身となる。
そんな中、ローマの猛攻が始まる。元老院に出頭したイラムは傭兵部隊の指揮官に任じられ、ローマ軍と交戦する。しかし、ローマ軍の圧倒的な軍事力に次第に押されていく。イラムはフェーゴルに援軍を頼むが、フェーゴルは裏切ってローマと内通していたため援軍は来ずついに敗戦、イラムは重傷を負うが、フルヴィアに助けられ、オフィールと共に船で脱出した。
ローマ軍の侵攻で燃え上がるカルタゴの街。フルヴィアはフェーゴルに身を委ねるそぶりを見せ、彼を道連れにして火の海の中に身を投げた。

## キャスト
- イラム：ホセ・ スアレス（吹替：家弓家正）
- フェーゴル：ダニエル・ジェラン
- フルヴィア：アン・ヘイウッド
- オフィール：イラリア・オッキーニ
- シドーネ：ピエール・ブラッスール
- エルモン：アルド・シルヴァーニ
- アスタリト：パオロ・ストッパ
- ツール：マリオ・ジロッティ

※テレビ放映：NET「日曜洋画劇場」1975年3月30日